# Wild Rose (Wisconsin)
Wild Rose – wieś w Stanach Zjednoczonych, w stanie Wisconsin, w hrabstwie Waushara.